# Casa Massagué
Casa Massagué és un edifici al municipi d'Igualada (Anoia) protegit com a bé cultural d'interès local.
La façana d'aquest edifici presenta una composició simètrica que ve determinada per les obertures. Destaca sobretot pels seus elements ornamentals que la coronen. Aquests són de la barana balustrada del terrat, de tema floral i els motllures que acaben en forma de pinacles. També cal remarcar la porta de l'entrada, de fusta, amb decoració floral asimètrica amb una certa tendència japonitzant. Així també les reixes dels balcons que guarden igualment unes formes ondulades. La planta baixa té un tractament més auster que la resta de la façana. El propietari promotor de l'obra fou Pere Massagué i Esteve, comerciant i adober.